# Nova (canal de televisión)
Nova es un canal de televisión digital terrestre español, perteneciente a Atresmedia. Sus emisiones regulares comenzaron el 30 de noviembre de 2005 con el nombre de Antena.Nova (léase Antena punto Nova), aunque el viernes 6 de agosto de 2010 cambió su anterior nombre por el actual.
Su programación diaria está orientada hacia el público convencional, con telenovelas, series y cine, además de programas relacionados con el hogar.

## Historia
Nova empezó sus emisiones en 2005, siendo el primer canal femenino de la TDT. Empezó siendo un canal dedicado a un público convencional aunque, al cabo de un tiempo, el canal también empezó a centrar sus fines de semana a un público objetivo más familiar con series, telenovelas, programas, cine y redifusiones de contenidos de mayor éxito de los canales generalistas de Atresmedia.
En junio de 2006, el grupo de San Sebatián de los Reyes anunció que estaba llegando a un acuerdo con CBS Corporation para implantar en España sus contenidos audiovisuales a partir del inicio de la temporada 2006/2007. El acuerdo le habría garantizado contenidos destinados a surtir tanto a Antena 3 como a Antena.Neox y Antena.Nova. Asimismo, también se habrían incluido los canales Showtime y UPN, los cuales probablemente habrían sustituido a Antena.Neox y Antena.Nova, respectivamente. Sin embargo, muchos contenidos tanto de CBS como de Showtime y UPN ya tenían propietarios en España y varias de esas series no podrían haber sido emitidas por los canales del grupo. Aun así, se habría reservado todos los productos que no tenían propietarios en España, así como todos los productos futuros. Finalmente, el Grupo Antena 3 (actualmente Atresmedia) decidió mantener sus marcas y contenidos.
El 6 de agosto de 2010, el canal cambió su denominación de Antena.Nova a Nova y el 6 de octubre volvió a emplear su primera imagen corporativa. No obstante, Nova cambió el 5 de noviembre de 2012 su clásica imagen corporativa por una más moderna que mezcla los colores rosa y blanco.
El jueves 18 de abril de 2013, la cadena del grupo Atresmedia consiguió su récord histórico de audiencia con un 2,8% de cuota de pantalla. Así, además de superar a las cadenas de competencia directa como Divinity o Nueve, Nova también superó a la cadena generalista Cuatro en la franja de la tarde con la emisión de la telenovela Mañana es para siempre.
En el mes de noviembre de 2013, Nova estrenó el contenedor Nova Life, el cual contiene programas factuales tanto de producción propia como ajena. Este llegó para el day time de los sábados y domingos de la cadena.
Desde el mes de mayo de 2014, debido al cierre de Nitro, Xplora y La Sexta 3, Nova amplió su programación con docushows y cine en sus madrugadas, un contenedor de cine en prime time semanal llamado Noche de película, la inclusión de varias series de Nitro y la llegada de nuevas series americanas y de programas para el contenedor Nova Life, además del estreno de nuevas telenovelas y de nuevas entregas de otros programas y ficciones del canal.
El 30 de noviembre de 2015, Nova cumplió 10 años.
En 2017, debido al éxito de las telenovelas latinoamericanas, Nova también se lanzó al mercado de los seriales turcos. Así, el 8 de enero de 2018, el canal de Atresmedia incorporaría a su programación diaria la serie Fatmagül. Debido a su buen rendimiento, este tipo de ficción creó su propio sello en las tardes del canal con la posterior llegada de otras producciones como Amor de contrabando, Ezel, Sila, Medcezir, Madre, Elif o El secreto de Feriha, entre otras.
En junio de 2020, fue líder de la TDT por primera vez en su historia. Al mes siguiente, volvió a ser líder y batió su récord de audiencia con un 3% de cuota de pantalla. Del mismo modo, en el año 2021, fue líder de audiencia por primera vez con un 2,4 %.
El 24 de abril de 2023, debido al éxito de los seriales turcos, Nova se adentró también en la emisión de dramas coreanos con el estreno de Saimdang, el diario de la luz.

## Programación
La programación diaria de Nova está especialmente dirigida al público femenino de 18 a 44 años, con una parrilla compuesta por telenovelas, series nacionales e internacionales, programas de entretenimiento (espacios factuales de decoración y de cocina) y la emisión de cine en los contenedores llamados Cine Supernova, Noche de película, Enamórate en Nova y Cine Supersábado.
Tras el relanzamiento del canal en abril de 2015, aparte de los seriales latinoamericanos y, posteriormente, también turcos, se potenciaron las series norteamericanas y los programas de producción propia o ajena (algunos eran ya programas estrella del canal) basados en decoración, cocina y belleza. Estos contenidos son, entre otros: 
- A un paso del cielo
- Cocina con Bruno
- B a la moda
- Bones
- Bricomanía
- Cazadores de casas
- Cheap & Chic
- Chicago Fire
- Chicago P.D.
- Cocina abierta de Karlos Arguiñano
- Cocina con Bruno
- Compra y reforma
- Crimen en el paraíso
- Crímenes imperfectos
- Decogarden
- Doctor en los Alpes
- Don Matteo
- Downton Abbey
- El jefe infiltrado
- El mentalista
- El sabor es ciego
- El sabor es ciego VIP
- Flip o flop
- Forever
- Hoteles con encanto
- House
- Hoy cocinas tú
- Joyas de mercadillo
- La escuela de decoración
- La voz: El diario
- Ley y orden: Unidad de víctimas especiales
- Lucifer
- Mi casa como nueva
- Minicasas de ensueño
- Pesadilla en la cocina
- Pesadilla en la cocina (Estados Unidos)
- Primos al rescate
- ¿Qué me pasa doctor?
- Reformas en familia
- Renovación por sorpresa
- Rizzoli & Isles
- Sube el precio de tu casa
- The Closer
- The Mysteries of Laura
- Tu casa lo vale
- Una casa con vistas
- Viajeras con B

## Imagen corporativa
Al comenzar sus emisiones, la mosca del canal era .nova, siendo sustituida el 1 de enero de 2009 por Nova, pásate al 9 para asociarlo con el número 9 del mando a distancia. Sin embargo, a finales de 2009 la mosca volvió a ser cambiada, colocando esta vez Nova, somos el 9.
El 6 de agosto de 2010, el canal cambió su nombre de Antena.Nova a Nova y el 6 de octubre de 2010 volvió la imagen corporativa de 2005 (.nova), esta vez más grande y situada en la esquina inferior derecha. El 11 de marzo de 2011, quitaron el punto de la mosca.
Desde marzo de 2012 hasta el final del tercer trimestre de dicho año, todos los canales del Grupo Antena 3 publicitaron una campaña con el lema "Menos sillón y más sofá". Esta pretendía afirmar que los canales del grupo son para todos los públicos y para toda la familia.
Por otro lado, Nova estrenó el 5 de noviembre de 2012 una nueva imagen corporativa después de casi siete años. El logotipo empleaba un tipo de letra diferente a la anterior. Hasta entonces, el canal tenía como tonos corporativos el naranja, el gris y, en menor medida, el rosa. Los abanicos naranjas y rosas dieron paso a elementos de menor tamaño, como pétalos y estrellas, que volaban por la pantalla hacia o desde el logotipo del canal, que era presentado siempre en tres dimensiones con un marcado efecto de sombras que pretendía realzar la imagen de marca.
El 6 de marzo de 2013, el Grupo Antena 3 pasó a denominarse Atresmedia. Así, todas las cadenas estrenaron nuevos elementos en sus respectivas identidades gráficas, empleando triángulos que se plegaban y desplegaban con la imagen y el color corporativo de cada cadena.
El 27 de abril de 2015, Nova renovó la imagen en su continuidad y, además, incorporó algunas novedades en su identidad corporativa, dándole un aspecto Material Design a su logotipo.
El 17 de junio de 2019, el canal volvió a renovar su identidad visual, simplificando su logotipo y variando su gama cromática hacia tonos más corales, incorporando también colores complementarios como el verde azulado, el amarillo o los colores cereza. Además, añadió un elemento que fusionaba la "n" y la "a", el cual contaría con diferentes roles, desde una ventana hasta un bocadillo informativo, entre otros. En este caso, la imagen corporativa se basó en motivos naturalistas.

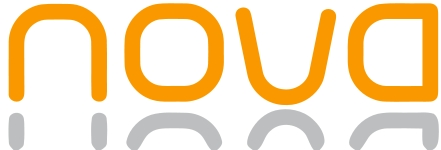
2005-2012
(Desde 2012)

## Espacios derivados del canal

### Nova Life / NovaMás
En junio de 2018, Atresmedia lanzó un portal en Internet llamado Nova Life, el cual está destinado generalmente al público femenino. La web cuenta con varias secciones dedicadas a la salud, la belleza, la sexualidad, la maternidad, la igualdad, la cocina y otras utilidades, contando además con la colaboración de caras conocidas del grupo. En enero de 2022, Atresmedia renovó el sitio web con el nombre de NovaMás.

### Novelas Nova
También en junio de 2018, Atresplayer incluyó Novelas Nova entre sus secciones de pago. Esta alberga ficciones no retransmitidas en España, telenovelas destacadas en estos últimos años y célebres seriales que los espectadores ya pudieron disfrutar previamente en su pase por televisión.

### Premios Nova Más
En 2020, Nova puso en marcha los Premios Nova Más con la finalidad de dar reconocimiento a las novelas emitidas en el canal a lo largo del año anterior. Divididas en 15 categorías, los espectadores tendrían la oportunidad de votar a través de la web a lo largo de dos fases, decidiendo en primer lugar entre los cuatro candidatos propuestos en cada categoría y, en segundo lugar, entre las dos opciones finalistas. Los ganadores serían nombrados en una gala emitida en directo mediante las redes sociales.

## Audiencias
Evolución de la cuota de pantalla mensual y anual, según las mediciones de audiencia elaborados en España por Kantar Media. Están en negrita y fucsia los meses en que fue líder de audiencia.
| Año  | Enero   | Febrero | Marzo | Abril | Mayo | Junio   | Julio | Agosto | Septiembre | Octubre | Noviembre | Diciembre | Media anual |
| ---- | ------- | ------- | ----- | ----- | ---- | ------- | ----- | ------ | ---------- | ------- | --------- | --------- | ----------- |
| 2005 | -       | -       | -     | -     | -    | -       | -     | -      | -          | -       | 0,1%**    | 0,2%      | 0,1%        |
| 2006 | 0,04%   | 0,03%   | 0,1%  | 0,1%  | 0,1% | 0,1%    | 0,1%  | 0,1%   | 0,1%       | 0,1%    | 0,1%      | 0,1%      | 0,1%        |
| 2007 | 0,1%    | 0,1%    | 0,1%  | 0,1%  | 0,1% | 0,1%    | 0,1%  | 0,1%   | 0,1%       | 0,1%    | 0,2%      | 0,2%      | 0,1%        |
| 2008 | 0,2%    | 0,2%    | 0,3%  | 0,3%  | 0,3% | 0,3%    | 0,5%  | 0,4%   | 0,4%       | 0,4%    | 0,4%      | 0,5%      | 0,4%        |
| 2009 | 0,6%    | 0,5%    | 0,6%  | 0,5%  | 0,5% | 0,6%    | 0,8%  | 0,8%   | 0,8%       | 0,7%    | 0,8%      | 0,9%      | 0,7%        |
| 2010 | 0,9%    | 0,9%    | 1,0%  | 1,2%  | 1,5% | 1,7%    | 1,9%  | 2,1%   | 1,8%       | 1,7%    | 1,7%      | 1,6%      | 1,5%        |
| 2011 | 1,5%    | 1,6%    | 1,6%  | 1,6%  | 1,5% | 1,5%    | 1,4%  | 1,6%   | 1,5%       | 1,4%    | 1,4%      | 1,3%      | 1,5%        |
| 2012 | 1,3%    | 1,3%    | 1,4%  | 1,4%  | 1,5% | 1,6%    | 1,7%  | 1,7%   | 1,6%       | 1,8%    | 2,0%      | 2,0%      | 1,6%        |
| 2013 | 2,1%    | 2,1%    | 2,0%  | 2,0%  | 2,1% | 2,0%    | 2,2%  | 2,4%   | 2,2%       | 2,1%    | 2,1%      | 2,0%      | 2,1%        |
| 2014 | 2,1%    | 2,0%    | 2,1%  | 2,3%  | 2,6% | 2,6%    | 2,8%  | 2,8%   | 2,7%       | 2,6%    | 2,7%      | 2,6%      | 2,5%        |
| 2015 | 2,6%    | 2,7%    | 2,7%  | 2,5%  | 2,5% | 2,4%    | 2,4%  | 2,3%   | 2,2%       | 2,2%    | 2,4%      | 2,3%      | 2,4%        |
| 2016 | 2,2%    | 2,1%    | 2,1%  | 2,0%  | 2,0% | 2,2%    | 2,2%  | 2,4%   | 2,5%       | 2,2%    | 2,4%      | 2,2%      | 2,2%        |
| 2017 | 2,2%    | 2,3%    | 2,2%  | 2,1%  | 2,0% | 2,1%    | 2,2%  | 2,2%   | 2,2%       | 2,1%    | 2,3%      | 2,2%      | 2,2%        |
| 2018 | 2,4%    | 2,5%    | 2,4%  | 2,6%  | 2,5% | 2,3%    | 2,5%  | 2,5%   | 2,2%       | 2,3%    | 2,3%      | 2,3%      | 2,4%        |
| 2019 | 2,1%    | 2,0%    | 2,1%  | 2,2%  | 2,1% | 2,0%    | 2,2%  | 2,4%   | 2,3%       | 2,2%    | 2,2%      | 2,2%      | 2,2%        |
| 2020 | 2,2%    | 2,3%    | 2,2%  | 2,3%  | 2,3% | 2,8%*** | 3,0%* | 2,9%   | 2,6%       | 2,5%    | 2,5%***   | 2,5%      | 2,5%        |
| 2021 | 2,4%*** | 2,5%    | 2,5%  | 2,5%  | 2,5% | 2,5%    | 2,4%  | 2,5%   | 2,4%       | 2,4%    | 2,4%      | 2,3%      | 2,4%***     |
| 2022 | 2,3%    | 2,4%    | 2,4%  | 2,5%  | 2,3% | 2,3%    | 2,1%  | 2,3%   | 2,2%       | 2,1%    | 2,1%      | 2,0%      | 2,2%        |
| 2023 | 2,0%    | 2,0%    | 1,9%  | 2,1%  | 2,1% | 2,3%    | 2,1%  | 2,2%   | 1,9%       | 1,8%    | 1,9%      | 1,9%      | 2,0%        |
| 2024 | 2,0%    | 2,2%    | 2,2%  | 2,1%  | 2,1% | 2,1%    | 2,2%  | 2,5%   | 2,1%       | 2,0%    | 1,9%      | 2,0%      | 2,1%        |
| 2025 | 2,1%    | 2,2%    | 2,0%  | 1,9%  | 1,9% | 1,9%    | 1,9%  |        |            |         |           |           |             |

1. ↑  Comenzó su primera emisión el 30 de noviembre.

* Máximo histórico. | ** Mínimo histórico. | *** Empate.

## Señal en alta definición

### Inicio de emisiones en HD
El 1 de diciembre de 2015, el canal estrenó oficialmente su señal en alta definición por Vodafone TV. El 4 de diciembre de 2018 a las 08:00 de la mañana, Movistar Plus+ incorporó Nova HD a su oferta.